# Паломыш
Паломыш — поселок в Вилегодском муниципальном округе Архангельской области.

## География
Находится в юго-восточной части Архангельской области на расстоянии приблизительно 27 км на север по прямой от административного центра района села Ильинско-Подомское.

## История
Был отмечен уже только в 1939 году в составе Никольского сельсовета. Не позднее 1944 года здесь действовал Паломышевский лесопункт Вилегодского леспромхоза (закрыт в 1967 году). До 2020 года входил в состав Ильинского сельского поселения до его упразднения.

## Население
Численность населения не была учтена как в 2002 году, так и в 2010.